# Camera Flat Waterfall
Der Camera Flat Waterfall ist ein schmaler Wasserfall im Fiordland-Nationalpark auf der Südinsel Neuseelands. Er liegt im Lauf eines namenlosen Bachs, der südöstlich des Gipfels des 2747 m hohen Mount Christina sein Quellgebiet hat und hinter dem Wasserfall, dessen Fallhöhe über mehrere Stufen rund 105 Meter beträgt, in südlicher Fließrichtung in der Ebene Camera Flat in den Hollyford River/Whakatipu Kā Tuka mündet.
Der Wasserfall ist vom New Zealand State Highway 94 von Te Anau kommend einige Kilometer hinter der Passhöhe The Divide rechter Hand nahezu in seiner gesamten Länge zu sehen.